# Friedrich August Weiz
Friedrich August Weiz (* 19. September 1739 in Hamburg; † 19. Dezember 1815 in Eckartsberga) war ein deutscher Mediziner und Chronist.

## Leben
Der Sohn des ersten Garnisons- und Landwundarztes Friedrich August Weiz studierte in Kopenhagen und Halle (Saale). In Halle promovierte er 1761 zum Doktor der Medizin. Er hielt sich eine Zeit lang in Straßburg, Paris, Edinburgh, Berlin usw. auf. Anschließend wurde er praktischer Arzt in Naumburg sowie Physikus der Ämter Tautenburg, Eckartsberga und der Stadt Freyburg (Unstrut). Neben seinen umfangreichen medizinischen Schriften hatte sich vor allem sein chronistisches Werk „Das gelehrte Sachsen“ im Laufe der Jahrhunderte etabliert.

## Werke
- Diss. inaug de caussis luxationum interis. Halle 1761.
- Zum Nutzen und Vergnügen. 1767, 3. Bd. (eine Wochenschrift).
- Vollständige Auszüge aus den besten chirurgischen Disputen aller Academien, nebst einer Nachricht von neuen chirurgischen Büchern. Bautzen 1769–1774, 6. Bd., Neuauflage.
- Der Chursächsische Land-Physikus. Leipzig 1772–1774, 3. Jge. (eine Monatszeitschrift).
- Neue Auszüge aus Dissertationen für Wundärzte. Leipzig 1774–79, 9. Bd.
- Vermischte Beyträge zur gerichtlichen Arzneygelahrtheit für Aerzte und Rechtsgelehrte. Leipzig 1776.
- Des Herrn Albrechts von Hallers auserlesenen chirurgische Diputationes in einem Auszug gebracht und mit Anmerkungen versehen. Leipzig 1777–1787, 5. Bd.
- Das gelehrte Sachsen, oder Verzeichniss derer in den Churf. Sächs. Incorporierten Ländern jetztlebender Schriftsteller und ihrer Schriften. Leipzig 1780 (online).
- Wilhelm Fabrix, aus Hilden, chirurgische Beobachtungen und Kuren; aus dem Latein, mit Anmerkungen und Zusätzen aus der neuren Chirurgie und eigener Erfahrung. 1. u. 2. Hundert: Flensburg und Leipzig 1780, 3. u. 4. Hundert: Flensburg und Leipzig 1782.
- Die Betrügereyen der Ammen, eine gemeinnützige Schrift (von Starck) dem Publikum in teutscher Sprache mitgetheilt. Leipzig 1782.
- Anatomisch-chirurgischer Katechismus für Lehrlinge in der Wundarzneykunst. 5. Bd., Leipzig 1783–1785, 2. Aufl., Leipzig 1789–1791, 3. Aufl., Leipzig 1800.
  - 1. Bd., die Osteologie und Myotogie enthaltend.
  - 2. Bd., die Splanehnologie und die Lehre von den Arterien enthaltend.
  - 3. Bd., Bändchen, die Lehre von den Venen, den Nerven, lymphatischen Gefässen und Drüsen enthaltend.
  - 4. und 5. Bd., die Chirurgie enthaltend.
- Neue Lektüre für teutsche Wundärzte aus Dissertationen und Anzeigen neuer Bücher. 2. Bd., Leipzig 1785–1786.
- Joh. Jak. Wepfers medicinisch praktische Beobachtungen von den innern und äussern Krankheiten des Kopfs. Aus dem Lateinischen; mit den neuesten Erfahrungen bereichert und herausgegeben. Leipzig 1786 auch unter dem Titel: Bibliothek der wichtigsten Aerzte des 17ten Jahrhunderts.
- J. M. Lancisi Abhandlung von plötzlichen und seltsamen Todesfällen und ihren Ursachen. Aus dem Lateinischen; mit neuen Bemerkungen. Leipzig 1785.
- Von dem Milchschorf der Kinder und einem Specifiken Mittel dawider, eines von der Akademie zu Paris gekrönte Preisschrift von Hrn. Professor Strack. Aus dem Lateinischen, mit einigen Anmerkungen und einem Anhange. Weimar 1788.
- Taschenbuch. für teutsche Wundärzte, auf das Jahr 1789. Altenburg 1789.
- Taschenbuch für deutsche Wundärzte auf das Jahr 1790, nebst Hauptregister über die bisherigen Jahrgänge. Altenburg 1790.